# 巰基乙酸肉湯

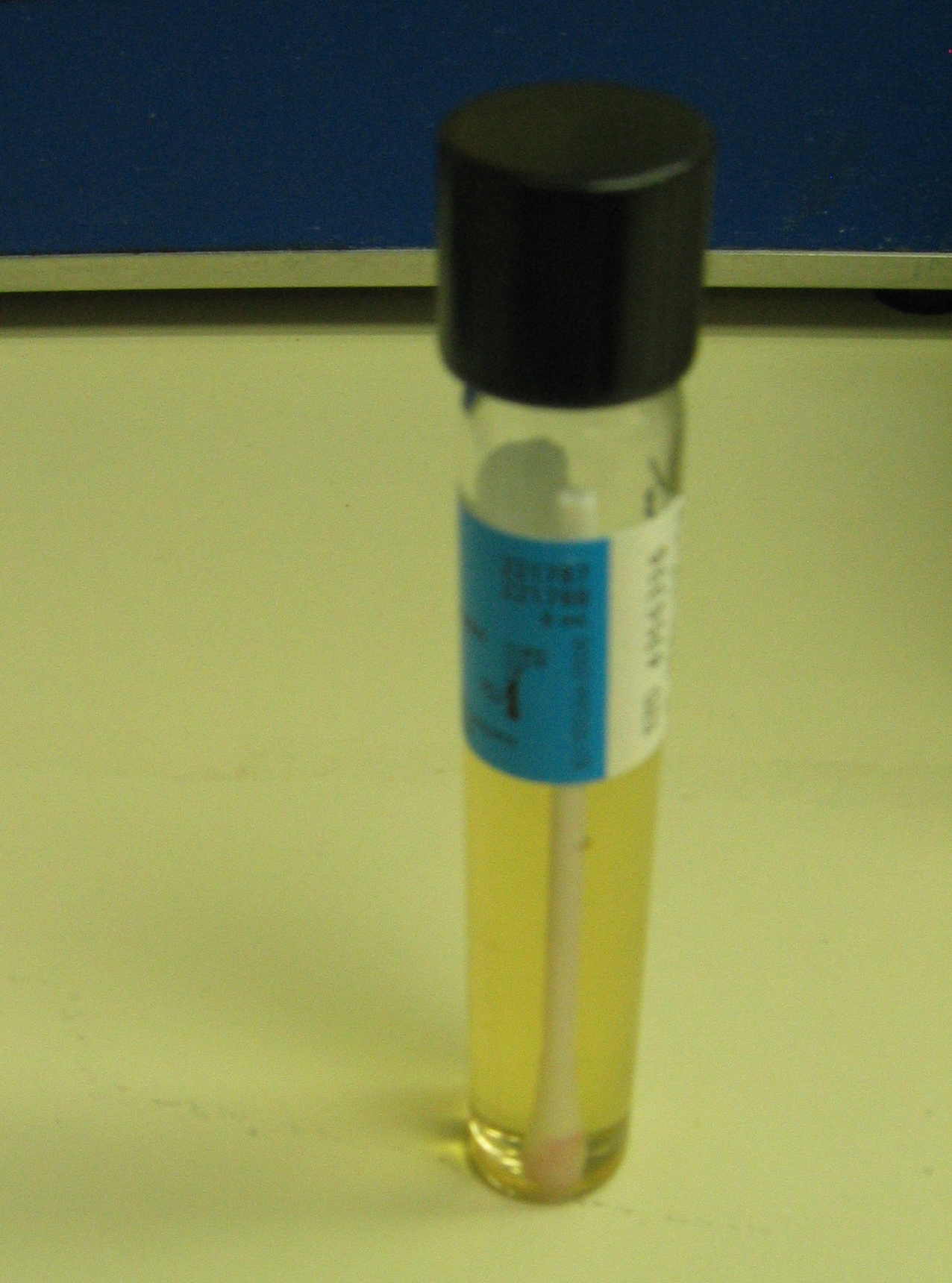
瓶內裝的就是巰基乙酸肉湯(Thioglycollate broth)。瓶內的棉籤曾經在外陰部蘸過，放在瓶裡的目的是檢查該部分是否被厭氧細菌感染。

巰基乙酸肉湯是一種多用途、營養豐富的鑑別培養基。其主要作用是測試微生物對氧含量需求的高低。巰基乙酸鈉在培養基中消耗氧氣，從而使專性厭氧微生物得以生長。因為巰基乙酸酯鈉與從上部往下擴散的氧氣結合，所以氧氣濃度隨深度的增加而降低。